# NGC 6215
NGC 6215 est une petite galaxie spirale située dans la constellation de l'Autel. Sa vitesse par rapport au fond diffus cosmologique est de 1 620 ± 6 km/s, ce qui correspond à une distance de Hubble de 23,9 ± 1,7 Mpc (∼78 millions d'al). NGC 6215 a été découverte par l'astronome britannique John Herschel en 1836.
La classe de luminosité de NGC 6215 est III et elle présente une large raie HI. La luminosité de NGC 6215 dans l'infrarouge lointain (de 40 à 400 µm) est égale à 2,45 × 1010 {\displaystyle L_{\odot }} (1010,39{\displaystyle L_{\odot }}) et sa luminosité totale dans l'infrarouge (de 8 à 1 000 µm) est de 3,47 × 1010 {\displaystyle L_{\odot }} (1010,54{\displaystyle L_{\odot }}).
À ce jour, cinq mesures non basées sur le décalage vers le rouge (redshift) donnent une distance de 7,110 ± 7,681 Mpc (∼23,2 millions d'al), ce qui nettement est à l'extérieur des valeurs de la distance de Hubble.

## Morphologie
NGC 6215 a été utilisée par Gérard de Vaucouleurs comme une galaxie de type morphologique SA(s)c dans son atlas des galaxies,.
Eskridge, Frogel et Pogge ont publié un article en 2002 décrivant la morphologie de 205 galaxies spirales rapprochées. Les observations ont été réalisées dans la bande H de l'infrarouge et dans la bande B (le bleu). Selon Eskridge et ses collègues, NGC 6215 est une galaxie spirale intermédiaire de type SABbc dont le bulbe à une brillance de surface élevée est ellitique, mais circulaire à une brillance de surface faible. Aucune barre n'est visible, mais deux bars spiraux diffus émergent le long du petit axe du bulbe. Ces bras sont symétriques, mais la brillance de surface de celui situé au sud du bulbe est plus élevée. Il y a des noeuds évidents dans le bras du sud et les deux bras sont doubles.

## Groupe de NGC 6221
NGC 6215 est un membre du groupe de NGC 6221. Ce groupe de galaxies comprend au moins cinq galaxies soit NGC 6215, NGC 6221 et trois galaxies naines (WKK 7689, WKK 7710 et une troisième non cataloguée). 
Un pont à double brin d'hydrogène neutre d'au moins 3 × 108 {\displaystyle M_{\odot }} a été détecté entre les galaxies NGC 6215 et NGC 6221 sur une distance d'environ 100 kpc (∼326 000 al). La masse de la galaxie la moins active du groupe, NGC 6221, est de 8 × 1010 {\displaystyle M_{\odot }} et celle de NGC 6215 de 2 × 109 {\displaystyle M_{\odot }}. Les trois galaxies naines dans le voisinage de ce couple ont des masses de 3,3, 0,6 et 0,3 × 108 {\displaystyle M_{\odot }}. La galaxie non cataloguée est située entre NGC 6215 et NGC 6221 et elle pourrait avoir été formée par la matière du pont.